# Anapolino de Faria
Anapolino Silvério de Faria (Anápolis, 14 de outubro de 1921 – Goiânia, 16 de dezembro de 2008) foi um médico e político brasileiro que foi deputado federal por Goiás.

## Dados biográficos
Filho de Francisco Silvério de Faria e Benedita Fontes de Faria. Médico formado em 1947 pela Universidade Federal do Rio de Janeiro, fundou a Clínica Dom Bosco em Anápolis. Na mesma cidade seu irmão, Iron Silvério de Faria, foi prefeito por mais de uma vez e nela o próprio Anapolino de Faria elegeu-se vereador pelo PSD em 1954 e durante seu mandato presidiu a Câmara Municipal por três anos. Em 1962 foi eleito deputado estadual e com o advento do bipartidarismo fundou o diretório estadual do MDB em Goiás e foi seu primeiro presidente. Eleito deputado federal em 1966 e 1970, disputou um novo mandato após oito anos, mas não obteve sucesso. Em 1980 ingressou no PMDB.
Durante o primeiro governo Iris Rezende chefiou o escritório da representação goiana em Brasília antes de ser nomeado prefeito de Anápolis, então área de segurança nacional, em 1983. Posteriormente foi eleito deputado estadual em 1986 e prefeito de Anápolis em 1988.
Fundador da Associação Médica de Anápolis, voltou à medicina após deixar a política, embora compusesse o diretório municipal do PMDB na respectiva cidade.